# Valeria Parrella
Valeria Parrella (Torre del Greco, 20 gennaio 1974) è una scrittrice, drammaturga e giornalista italiana.

## Biografia
Nata a Torre del Greco, ma cresciuta a Nocera Inferiore, dove si diploma presso il locale Liceo Ginnasio Governativo G. B. Vico, compie i propri studi universitari presso l'Università degli Studi di Napoli Federico II, laureandosi in Lettere antiche con una tesi in glottologia. In seguito si specializza come interprete della lingua dei segni italiana e lavora all'E.N.S. di Napoli, dove tuttora vive. Dal 2017 è iscritta all'Ordine dei Giornalisti come pubblicista.
Il suo esordio narrativo avviene nel 2003 con una raccolta di sei racconti, Mosca più balena con la quale ha vinto il Premio Campiello Opera Prima, il Premio Procida-Isola di Arturo-Elsa Morante ed è stata finalista al Premio Bergamo. Nel 2011, con Lettera di dimissioni, è nuovamente finalista al Premio Bergamo.
Nel 2005 con un'altra raccolta di racconti, Per grazia ricevuta (Minimum fax), libro arrivato tra i cinque finalisti al Premio Strega dello stesso anno, vince il Premio Renato Fucini per la miglior raccolta di racconti.
Nel 2007 inizia la sua attività teatrale pubblicando con l'Editore Bompiani Io Clitemnestra, il verdetto messo in scena da Cristina Donadio presso il Teatro Stabile di Napoli in uno spazio disegnato da Mario Martone. Altre collaborazioni teatrali sono: Ciao Maschio, uscito come libro nel 2009; Tre terzi, raccolta di tre brevi pieces teatrali, pubblicate da Einaudi (2009) e scritte da Parrella insieme a Diego de Silva e Antonio Pascale. Il suo testo si intitola "L'incognita 'Mah'"; Antigone (2012); Dalla parte di Zeno (2016).
Nel 2008 pubblica il suo primo romanzo, Lo spazio bianco, vincitore del Premio Letterario Basilicata; dal libro, nel 2009, è stato tratto l'omonimo film diretto da Francesca Comencini e interpretato da Margherita Buy, presentato alla 66ª Mostra del Cinema di Venezia, e per il quale Valeria Parrella ha vinto il premio Tonino Guerra al Bif&st 2010 per il miglior soggetto. Nel maggio del 2010 ha pubblicato con Rizzoli il romanzo Ma quale amore, Premio letterario Giuseppe Tomasi di Lampedusa 2011.
Il 30 settembre 2011, al Teatro San Carlo, alla presenza del Presidente della Repubblica Italiana, in occasione delle celebrazioni per il 150simo anniversario dell'Unità d'Italia, viene eseguito l'oratorio Terra di Luca Francesconi, su libretto di Valeria Parrella; l'evento ha aperto la stagione sinfonica 2011-2012 dell'Ente lirico.
Nel 2013, con Antigone, ha vinto il Premio Le Maschere del Teatro Italiano come Miglior autore di novità italiana. Con Euridice e Orfeo, è finalista dell'edizione 2016. Nel 2014 nell'ambito del Premio Nazionale “Per la Cultura della Legalità e per la Sicurezza dei Cittadini” - VIII edizione, assegnata dal Comune di San Sebastiano al Vesuvio, ha vinto il Premio Letteratura per il suo romanzo Tempo di imparare. Nel 2019, ha ricevuto il Premio Flaiano per la narrativa, per il romanzo Almarina, che successivamente si piazza terzo al Premio Strega 2020.
Nel 2022 pubblica con Feltrinelli il romanzo La Fortuna, con il quale vince il Premio Mondello 2023 nella sezione Opera Italiana.
Nel 2024 pubblica una nuova raccolta di racconti: Piccoli miracoli e altri tradimenti, sempre per Feltrinelli. Con questa raccolta vince il Premio Cimitile 2024 come migliore opera della sezione Narrativa Edita.
Collabora con La Repubblica, L'Espresso e il manifesto. Dall'8 marzo 2006 cura la rubrica di libri del settimanale Grazia.
I suoi libri sono tradotti in spagnolo, coreano, francese, inglese, tedesco, bosniaco, ceco, ungherese, polacco, svedese ed ebraico.

## Impegno politico
Nel 2014 è stata candidata alle elezioni europee con la lista L'Altra Europa con Tsipras, ottenendo più di settemila preferenze ma senza conseguire l’elezione.
Ha contribuito, con gli articoli su MicroMega e L'Espresso e con le opere politiche, all'elaborazione di un pensiero laicista e attento alle minoranze. È fondatrice e organizzatrice della feste del libro "Un'altra Galassia". Fa parte del gruppo di scrittori che conducono il laboratorio con i ragazzi detenuti nell'Istituto Penale Minorile di Nisida.
Sia alle elezioni politiche del 2018 che alle regionali in Campania del 2020 dà il suo voto a Potere al Popolo.

## Vita privata
Nel 2014 si sposa con il regista Davide Iodice.

## Opere

### Romanzi
- Il verdetto, La nave di Teseo, 2007
- Lo spazio bianco, Einaudi, 2008
- Ma quale amore, Rizzoli, 2010
- Lettera di dimissioni, Einaudi, 2011
- Tempo di imparare, Einaudi, 2014
- Enciclopedia della donna. Aggiornamento, Einaudi, 2017
- L'ultima prova, scritto con I Nisidiani, Guida, 2018
- Almarina, Einaudi 2019
- Quel tipo di donna, Harper Collins, 2020
- La Fortuna, Feltrinelli, 2022

### Raccolte di racconti
- Mosca più balena, Minimum fax, Roma. 2003.
- Per grazia ricevuta, Minimum fax, Roma, 2005.
- Troppa importanza all'amore, Einaudi, Torino, 2015.
- Piccoli miracoli e altri tradimenti, Feltrinelli, Milano, 2024.

### Drammaturgie
- Io Clitemnestra, il verdetto, Bompiani, 2007
- Ciao maschio, Bompiani, 2009
- Tre terzi, con Diego De Silva e Antonio Pascale, Einaudi, 2009
- Terra, su musica di Luca Francesconi, Ricordi, 2011- libretto d'opera
- Antigone, Einaudi, 2012
- Assenza- Euridice e Orfeo, Bompiani, 2015
- Dalla parte di Zeno, regia Andrea Renzi, produzione Teatro Nazionale di Napoli, 2016
- Il segreto del talento, Marsilio, 2023 - libretto d'opera

### Altre pubblicazioni
- Il premio, in Corriere della Sera ("Corti di Carta"), 2008
- Behave, in Corriere della Sera ("Inediti d'autore"), 2011
- Una storia seria, in Granta Italia n. 2 Sesso. Rizzoli, 2011